# Jiřina Popelová
Jiřina Popelová-Otáhalová, křtěná Jiřina Marie (29. února 1904 Královské Vinohrady – 14. června 1985 Praha) byla česká filozofka a komenioložka.

## Život
Jiřina Popelová se narodila v Praze na Královských Vinohradech v rodině místotajemník pražské hypotéční banky JUDr. Richarda Popela a jeho ženě Zdeňce rodem Vacátkové ze Žatce. Studovala klasickou filologii a filozofii na Karlově univerzitě, kterou ukončila v roce 1928 doktorátem filozofie. Poté následovalo téměř dvacetileté působení na středních školách, přerušené jen studiem v Římě (1933–34), kde se seznámila s dílem B. Croceho. Po druhé světové válce získala profesuru a působila v Praze a Olomouci, kde byla na zdejší Univerzitě Palackého v letech 1950–1953 rektorkou – jako první žena v úřadu rektora v dějinách českého školství. 30 let byla členkou Sociálně demokratické strany, od roku 1948 až do konce života členka KSČ. Roku 1970 byla v rámci normalizace vyhozena z FF UK.

## Dílo
Dílo profesorky Otáhalové je mnohostranné, sahá od velkého množství novinových a časopiseckých článků k rozsáhlým filozofickým monografiím. Řada rukopisů ovšem nebyla vydána. V mnoha ohledech jde o jednu z nejdůležitějších postav české filozofie 20. století – především v oblastech filozofie dějin, etiky a komeniologie. Některé práce jsou však snad až příliš poplatné marxisticko-leninské ideologii.

## Hlavní oblasti zájmu
- metodologie společenských věd (Poznání kulturní skutečnosti – 1936)
- filozofie dějin (Tři studie z filosofie dějin – 1946)
- komeniologie (J.A. Komenského cesta ke Všenápravě – 1958, Filozofia J.A. Komenského – 1985)
- etika (Etika – 1962)
- dějiny filozofie (Zrod filosofie, Rozpad klasické filosofie)

Celým jejím dílem se prolíná základní snaha o nalezení kompromisu mezi tradicí českého pozitivismu (byla žákyní Františka Krejčího) a některých východisek marxistického myšlení. Právě proto je někdy její myšlení marginalizováno a odsuzováno.